# Галитано (Палермо)
Галитано је насеље у Италији у округу Палермо, региону Сицилија.
Према процени из 2011. у насељу је живело 26 становника. Насеље се налази на надморској висини од 687 м.